# جرج لوید
جرج لوید (انگلیسی: George Lloyd؛ ‏ ۵ نوامبر ۱۸۹۲ – ۱۵ اوت ۱۹۶۷) بازیگر اهل ایالات متحده آمریکا بود. وی بین سال‌های ۱۹۳۲ تا ۱۹۵۶ میلادی فعالیت می‌کرد.
از فیلم‌هایی که وی در آن‌ها نقش داشته‌است، می‌توان به فلوریان، میسیسیپی، سنگاپور، او همه جواب‌ها را می‌دانست و سن کوئنتین اشاره نمود.